# Belén
Belén (en árabe: بَيْت لَحْم‎, romanizado: bayt laḥm Beit laħemⓘ; en hebreo: בית לחם‎ Beit Léjem) es una ciudad ubicada en el centro de Cisjordania, situada a unos 9 km al sur de Jerusalén y enclavada en los montes de Judea. Desde diciembre de 1995, se encuentra administrada por la Autoridad Palestina, que adoptó el nombre de Estado de Palestina en 2013. Belén es la capital de la gobernación homónima. Su población era de 25 266 habitantes en el último censo oficial realizado, el de 2007, si bien la Oficina Central de Estadísticas de Palestina calcula que la población a mediados de 2024 es de 32 837 habitantes, con una mayoría de población musulmana y una importante minoría cristiana, en su mayoría ortodoxa. Su economía se basa sobre todo en el turismo, cuya temporada alta coincide con la Navidad, momento en el que numerosos peregrinos cristianos viajan a la ciudad para visitar la Basílica de la Natividad. El gobierno de Israel, que ocupa militarmente toda Palestina desde 1967, ha rodeado la ciudad de murallas y pasos de control, lo cual impide el libre tránsito de los habitantes y limita los intercambios comerciales. Esto ha provocado una gran disminución del turismo.
La ciudad tiene gran significado religioso para los cristianos al ser, de acuerdo con la Biblia, el lugar de nacimiento de Jesús de Nazaret, según los evangelios de Lucas y Mateo. Al norte de la ciudad se encuentra otro importante lugar de culto, la Tumba de Raquel, aunque los habitantes de Belén y el resto de sus conciudadanos palestinos (mayoritariamente musulmanes), tienen restringido su acceso debido al muro de separación israelí. La Biblia hebrea, según la cual Belén fue construida por Roboam como una ciudad fortificada, dice de ella que fue el lugar de nacimiento y de coronación de David, por lo que la ciudad tiene también un significado religioso para los judíos.
La mención más antigua de la ciudad de la que se tiene constancia data de las Cartas de Amarna (1350-1330 a. C.), momento en el que la ciudad estaba poblada por los cananeos. Belén fue destruida por el emperador Adriano durante la rebelión de Bar Kojba en el siglo II, si bien fue poco después reconstruida con el apoyo de la emperatriz Helena, la madre de Constantino el Grande, quien encargó la construcción de la Basílica de la Natividad en el año 327 d. C. La iglesia sufrió importantes daños por parte de los samaritanos, que la saquearon durante una revuelta en 529, pero fue reconstruida poco después por el emperador bizantino Justiniano I.
Tras la conquista musulmana en el año 637, Belén pasó a formar parte del Yund Filastin. El dominio musulmán sobre la zona continuó hasta 1099, cuando un ejército cruzado la conquistó y reemplazó al clero ortodoxo local por otro católico. A mediados del siglo XIII, los mamelucos demolieron las murallas de la ciudad, aunque los otomanos ordenaron su reconstrucción a comienzos del siglo XVI. El control otomano de la ciudad se extendió hasta el final de la Primera Guerra Mundial (1918), tras la que pasó a formar parte del Mandato británico de Palestina. A la conclusión de la guerra árabe-israelí de 1948, Jordania ocupó toda Cisjordania, incluida Belén, hasta que Israel la ocupase a su vez tras la Guerra de los Seis Días de 1967, momento desde el que tanto la ciudad como la región se encuentran ocupadas por este último país. De acuerdo con los Acuerdos de Oslo de 1995, la Autoridad Nacional Palestina es la encargada de la administración de la ciudad.

## Etimología
Belén es un nombre compuesto (en hebreo:בית לחם Beyt Leḥem «casa del pan/ de la comida», en Hebreo tiberiano Bêth Leḥem, en árabe:بيت لحم Beit Laḥm «casa de la carne», en idioma cananeo: 𐤁𐤕 𐤋𐤇𐤌 Bêth Leḥem, su traducción al griego fue Βηθλεέμ Bēthleém y al latín fue Bēthleem) se tiene por sentado que Be (Beyt significa Casa «templo») sin embargo, lo demás no se tiene certeza.
La primera mención de Belén como lugar aparece en las Cartas de Amarna (c. 1400 a. C.), en la que se hace referencia a ella como Bit-Laḫmi, un nombre cuyo origen sigue siendo desconocido. Una sugerencia de larga data en la erudición es que se deriva del dios de la fertilidad mesopotámico o cananeo Laḫmu y su hermana consorte Lahamu,  siendo 'lahmo' la palabra caldea para «fertilidad». El erudito bíblico William Foxwell Albright creía que esta hipótesis, presentada por primera vez por Otto Schroeder, era «ciertamente precisa».
Albright señaló que la pronunciación del nombre había permanecido esencialmente igual durante 3500 años, incluso si el significado percibido había cambiado con el tiempo: «“Templo del dios Lakhmu” en cananeo, “Casa del pan/comida” en hebreo y arameo, “Casa de la carne” en árabe”». Si bien la teoría de Schroeder no es ampliamente aceptada, continúa encontrando favor en la literatura académica sobre las traducciones literales posteriores.

## Historia

### Antigüedad

#### Periodo cananeo
Belén era una ciudad cananea en torno a los 3000 años a. C., época en la que los cananeos asentados en la región levantaron pueblos rodeados de murallas para protegerse. Adoptaron al dios caldeo de la fertilidad Lahmo (o Lahmu) con el nombre de Lahama, al que levantaron un templo en la actual colina de la Natividad, que dominaba el valle fértil que se extiende al pie de la ciudad. De su nombre deriva el actual nombre de Beit Lahama, casa de Lahama. Se cree que la similitud entre el nombre que recibía la ciudad en las Cartas de Amarna y sus formas modernas indica que se trató en origen de un asentamiento de cananeos que compartían un patrimonio cultural y lingüístico semítico común con los pueblos que llegarían tras ellos.
La ciudad es mencionada en torno al año 1350 a. C. en las Cartas de Tell al-Amarna, escritas por el gobernador egipcio al faraón Amenhotep III. En una de las seis cartas, Abdi-Heba, el gobernador egipcio de Jerusalén, solicita ayuda para recuperar Bit-Laḫmi tras los disturbios generados por mercenarios apiru: «ahora incluso una ciudad cercana a Jerusalén, de nombre Bit-Lahmi, una aldea que una vez perteneció a su majestad, ha caido en manos del enemigo. (...) ¡Que el rey oiga las palabras de su sirviente Abdi-Heba, y que mande arqueros para restaurar las tierras imperiales del rey!». En las cartas se describía la ciudad como un importante lugar de descanso para los viajeros que iban de Siria y Palestina a Egipto, y se la calificaba de ciudad fronteriza en mitad de Palestina y de un puesto avanzado que se adentraba en el desierto. Los filisteos, que se habían adentrado en las tierras de los cananeos mezclándose con sus gentes y asentándose en la costa entre Jaffa y Gaza, establecieron una guarnición en Belén por su gran importancia estratégica. Hacia el año 1200 a. C. habían establecido su supremacía militar sobre gran parte de la región.
En la primavera de 2013 se descubrió una necrópolis que sería estudiada por un equipo conjunto de arqueólogos italianos y palestinos en 2015. Entre los descubrimientos realizados, se comprobó que la necrópolis cubría una superficie de tres hectáreas y que contuvo más de 100 tumbas entre los años 2200 y 650 a. C. Los arqueólogos han sido capaces de identificar 30 de estas tumbas.

#### Tradición bíblica
Según la tradición judaica la población pertenecía a la tribu de Judá y la ciudad es la cuna del rey David, que daría una gran fuerza política al naciente reino de Israel y bajo el cual el reino adquiriría un gran esplendor. Ello llevaría a que nueve siglos después (David es del siglo X a. C. antes de Cristo) la ciudad fuera asociada a otro gran personaje al que se le relacionó como su descendiente: Jesús de Nazaret (según el Evangelio de Lucas 2, 4-15; y el Evangelio de Mateo 2, 1). Así pues, Belén se convirtió en el lugar donde los profetas habían anunciado que nacería el Mesías (Miqueas 5, 1 y siguientes), pero también donde vio la luz el rey David (Primer Libro de Samuel 16,1.11-13). Precisamente, el nacimiento de Jesús en este lugar se debió a que José de Nazaret, esposo de María, era descendiente de David y, como el país se hallaba bajo dominación romana, sus habitantes debían acudir a su localidad de origen para empadronarse, de cara a que la potencia ocupante elaborase el censo fiscal. El Evangelio de Lucas lo refleja así:

En aquellos días apareció un decreto del emperador Augusto ordenando que se empadronasen los habitantes del imperio. Este censo fue el primero que se hizo durante el mandato de Quirino, gobernador de Siria. Todos iban a inscribirse a su ciudad. También José, por ser de la estirpe y familia de David, subió desde Galilea, desde la ciudad de Nazaret, a Judea, a la ciudad de David que se llama Belén, para inscribirse con María, su esposa, que estaba encinta.
Lc 2, 1-5

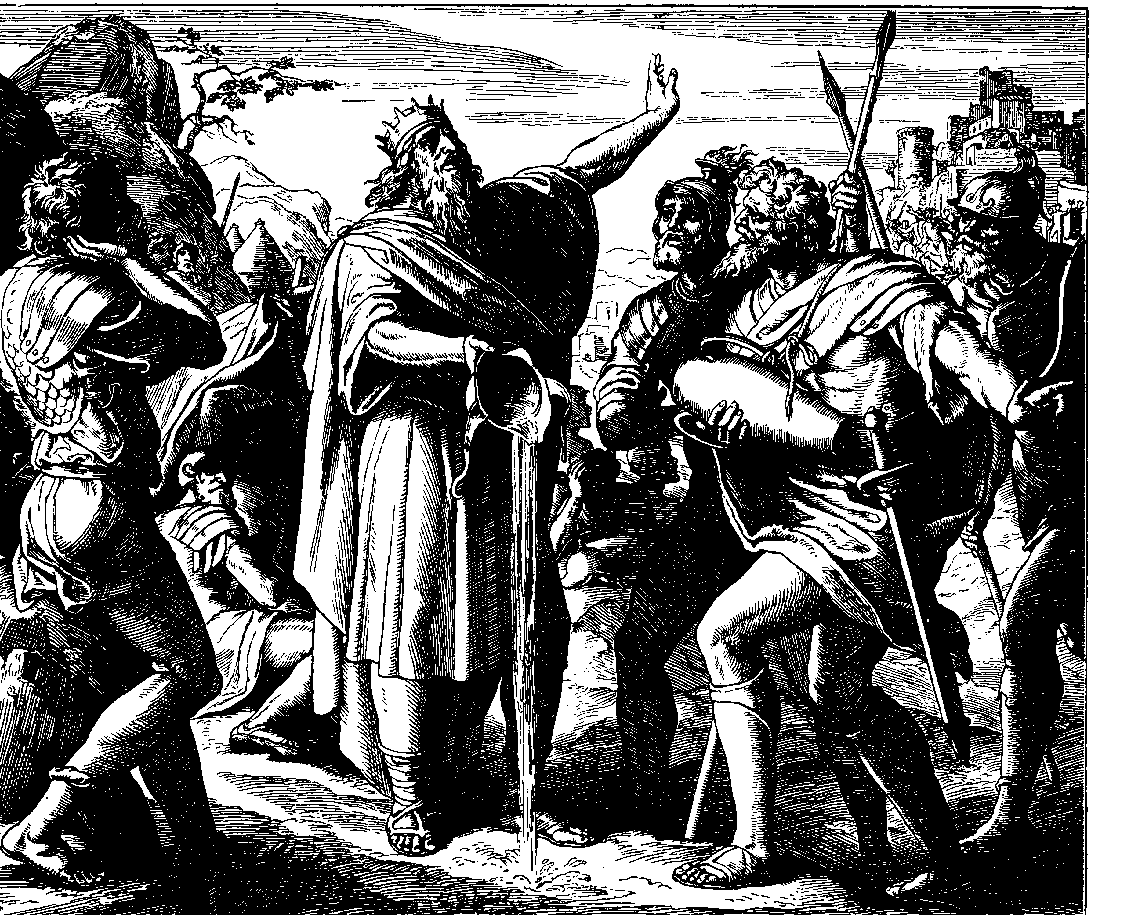
David sacando agua del pozo de Belén, en un grabado en madera de 1860 realizado por Julius Schnorr von Carolsfeld, que ilustra 2 Samuel 23:15–17.

La confirmación arqueológica del hecho de que Belén perteneció al Reino de Judá fue descubierta en 2012 en el yacimiento arqueológico de la Ciudad de David, en el barrio palestino de Silwan, donde se encontró una bulla (una especie de sello real) con una inscripción en hebreo antiguo que decía «de la ciudad de Belén al rey», lo que podría indicar que se usó para sellar los cordajes de un cargamento de grano, vino o cualquier otro producto enviado como impuesto en el siglo VIII a. C. o VII a. C.
Algunos estudiosos de la Biblia creen que Belén, ubicada en el montañoso país de Judá, podría corresponder a la bíblica Efrata, que significa «fértil», dado que hay una referencia en el Libro de Miqueas a una Belén Efrata. La Biblia también la llama «Belén de Judá», y el Nuevo Testamento la describe como la «Ciudad de David». La primera vez que se la menciona en el Tanaj y en la Biblia es como el lugar donde murió la matriarca Raquel, que fue enterrada «en el camino de Efrata, que es Belén» (Génesis 48:7). La Tumba de Raquel, el lugar asociado tradicionalmente a su enterramiento, se encuentra a la entrada de Belén. Según el Libro de Rut, el valle que queda al este es el lugar donde Rut de Moab cosechó los campos y volvió a la ciudad con Naomi. También fue allí donde vivió Jesé, el padre de David, y donde David fue ungido por el profeta Samuel. La Biblia también cuenta que tres de sus guerreros le trajeron agua del pozo de Belén mientras él se escondía en la cueva de Ádullam.
En el siglo IV, el peregrino de Burdeos escribió que los sepulcros de David, Ezequiel, Asaf, Job, Jesé y Salomón se encontraban cerca de Belén.

#### Periodos romano, bizantino y persa
Aunque algunos estudiosos de la Biblia consideran que los evangelios de Mateo (1:18-2:23) y Lucas (2:1-39) son contradictorios con respecto a la afirmación de que Jesús nació en Belén, este dato arraigó en la tradición cristiana desde muy temprano. Alrededor del año 155 el apologeta Justino Mártir recomendaba a aquellos que dudaban de que Jesús hubiese nacido realmente en Belén que viajasen allí y visitasen la propia cueva en la que se afirmaba que había nacido. Esta misma cueva también fue mencionada por el evangelio apócrifo de Santiago y por el historiador eclesiástico del siglo IV Eusebio de Cesarea. Después de aplastar la revuelta de Bar Kojba (132-136), el emperador romano Adriano convirtió el santuario cristiano ubicado sobre la cueva en un lugar de culto para el dios griego Adonis, en un intento de rendir honores a su favorito, el joven griego Antínoo.
Alrededor del año 395 el padre de la Iglesia Jerónimo escribió en una carta: «Belén (...) que ahora nos pertenece (...) se vio ensombrecida por una arboleda de Tammuz, es decir, Adonis, y en la cueva donde un buen día lloró el niño Jesús se lloraba por el amante de Venus». Muchos académicos han aceptado esta carta como prueba de que la cueva de la natividad, sobre la que se construiría posteriormente la basílica del mismo nombre, había sido anteriormente un altar dedicado a la antigua deidad de la fertilidad de Oriente Próximo, el dios Tammuz. Sin embargo, Eusebio no menciona nada sobre la asociación de esta cueva con Tammuz, y no existen más fuentes que sugieran que Tammuz hubiese tenido un santuario en Belén. Peter Welten ha defendido que la cueva nunca estuvo dedicada a Tammuz, y que Jerónimo malinterpretó los lamentos cristianos por la Matanza de los Inocentes como un ritual pagano por la muerte de Tammuz. Joan E. Taylor replica que Jerónimo, un hombre culto e instruido, no habría sido tan ingenuo como para confundir los lamentos cristianos con un ritual pagano.
Entre los años 326 y 328 la emperatriz Helena, consorte del emperador Constancio I y madre de Constantino el Grande, viajó como peregrina a la región de Siria-Palestina y visitó las runas de Belén. Fue ella quien impulsó la construcción sobre la cueva en la que Jesús había nacido de la Basílica de la Natividad, que constituye el mayor atractivo religioso y turístico de la ciudad. Al final del siglo IV, con la partición del Imperio romano, Belén pasó a depender del Imperio bizantino y se convirtió en un importante centro religioso: se levantaron iglesias, monasterios y conventos. En el 529 la revuelta de los samaritanos contra Bizancio asoló la ciudad y sus alrededores: la muralla de la ciudad y la basílica fueron destruidas, pero una vez la revuelta aplacada, ambas fueron restauradas por el emperador bizantino Justiniano I.

### Edad Media
En el año 614, el Imperio Sasánida, apoyado por un grupo de rebeldes judíos, invadió Palestina Prima y capturó Belén. Una serie de fuentes posteriores narraron que los persas no quisieron destruir la basílica después de haber visto un mosaico de los Reyes Magos vestidos con ropajes persas. Poco después, en el 637 el califa Umar ibn al-Jattab visitó Belén y estableció relaciones amistosas con las autoridades eclesiásticas cristianas. La política de tolerancia practicada por los omeyas se mantuvo hasta 1009, cuando el califa fatimí al-Hákim lanzó campañas de persecución contra los cristianos; respetó sin embargo a la rica comunidad cristiana de Belén para seguir recibiendo sus tributos.
En el año 1099 fue conquistada por los cruzados, que fortificaron la ciudad, construyeron un nuevo monasterio y un claustro en la cara norte de la Basílica de la Natividad e instalaron una comunidad agustiniana. Sustituyeron a las antiguas autoridades cristianas ortodoxas de la ciudad por nuevos clérigos católicos e impusieron el uso del latín. El día de Navidad del año 1100, Balduino I, primer rey del Reino Latino de Jerusalén, fue coronado en Belén, y ese año se estableció un obispado católico en la ciudad.
En 1187, el sultán ayubí Saladino venció a los cruzados y conquistó Belén. El clero católico fue expulsado de la ciudad y se permitió el regreso del clero ortodoxo. En un primer momento expulsaron a los agustinianos y las relaciones con Occidente fueron cortadas, privando a la población de buena parte de sus recursos, que provenían del constante flujo de peregrinos. En 1192, Saladino aceptó el regreso de dos párrocos y dos diáconos católicos. Guillermo IV, Conde de Nevers, había prometido a los obispos de Belén que, en el caso de que la ciudad cayese en manos musulmanas, él les permitiría instalarse en el pequeño pueblo de Clamecy (actualmente en la Borgoña, Francia). Como consecuencia, el Obispo de Belén se instaló en el hospital de Panthenor, Clamecy, en 1223. Desde ese momento y hasta la revolución francesa en 1789, Clamecy fue la sede titular del Obispado de Belén.

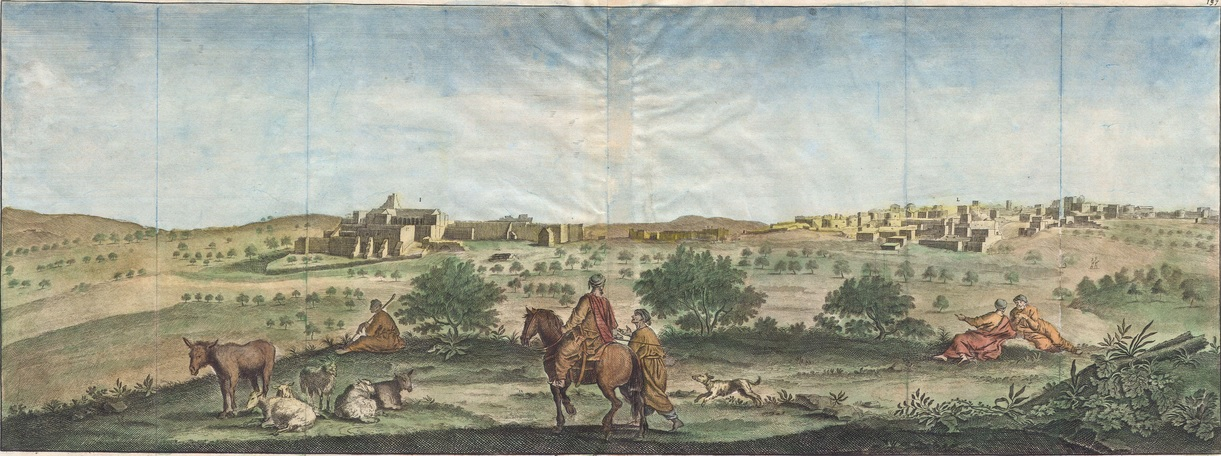
Belén en 1698, por el artista neerlandés Cornelius de Bruijin.

En 1229, el sultán ayubí al-Kamil y el emperador del Sacro Imperio Romano Germánico Federico II firmaron un tratado por el que las ciudades de Belén, Jerusalén, Nazaret y Sidón pasarían a formar parte del Reino cruzado de Jerusalén a cambio de 10 años de tregua. El tratado expiró en 1239 y, cinco años después, en 1244, los musulmanes reconquistaron Belén. Ese mismo año, dos tratados firmados con monarcas europeos permitieron a los agustinianos regresar y reabrir el paso de los peregrinos a la ciudad. Al poco tiempo, en 1250, la conquista de Palestina por parte del líder mameluco circasiano Baibars acabó con la tradición de tolerancia y convivencia que había caracterizado la historia de Belén. En 1263 las torres y las murallas fueron demolidas y las autoridades cristianas expulsadas. El siglo siguiente vio un restablecimiento paulatino de las influencias occidentales; se instaló una comunidad de franciscanos y los agustinianos regresaron de nuevo a Belén. El clero ortodoxo tomó el control de la Basílica de la Natividad y compartió la Gruta de la Leche con los católicos y con los armenios.

### Imperio otomano

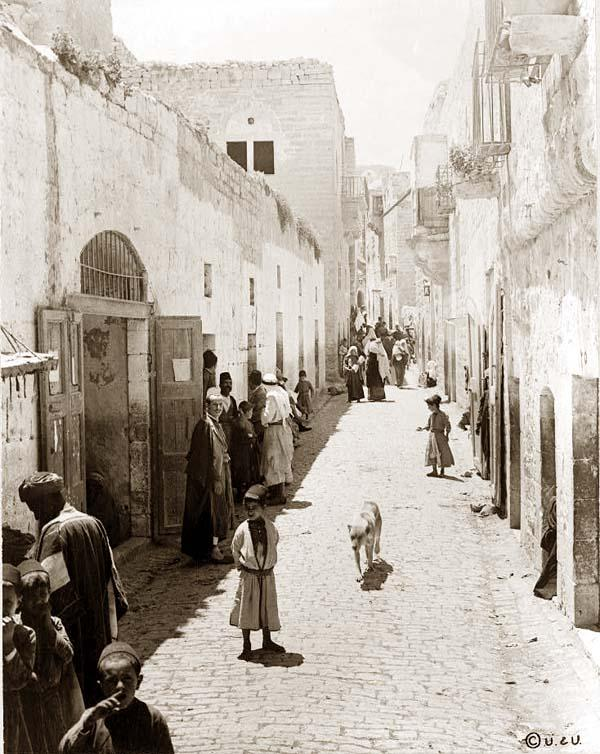
Calle de Belén en 1880.

En 1517 los turcos otomanos conquistaron Palestina, y en Belén empezó un periodo de conflictos entre los franciscanos y los ortodoxos griegos por la posesión de los santuarios que habría de durar siglos. Los lugares santos del cristianismo pasaban de una comunidad a otra según el favor del que gozaban sus naciones de origen ante el califa otomano, por lo que estas disputas religiosas alcanzaron rápidamente dimensiones de política internacional. A finales del siglo XVI, Belén se había convertido en uno de los mayores centros de población del Distrito de Jerusalén y estaba dividido en siete barrios. Un registro de impuestos otomano de 1596 indicaba que Belén contaba con una población de 1.435 personas, lo que la emplazaba en el puesto decimotercero en la lista de las localidades más pobladas de Palestina en ese momento. Pagaba en impuestos un total de 30 000 akçe por su trigo, cebada y uvas. Los musulmanes y los cristianos vivían en comunidades separadas y cada una de ellas tenía su propio líder. A mediados del siglo XVI, por ejemplo, la ciudad tenía cinco líderes oficiales, tres musulmanes y dos cristianos. Los registros de impuestos otomanos parecen sugerir que la comunidad cristiana era algo más próspera que la musulmana o que cultivaba más grano que uvas (el grano era un producto más valioso que la uva en aquella época). A finales del siglo XVIII el pueblo de Belén se había familiarizado con las costumbres y gustos europeos gracias al contacto permanente con los peregrinos cristianos, y su situación económica se había visto mejorada.
La dinastía de Mehmet Alí de Egipto gobernó la región a partir de 1831 durante una década ensombrecida por una violencia creciente. En 1834, el valí de Egipto Ibrahim Bajá mandó desarmar a la población y destruir el barrio musulmán de Belén en represalia por el asesinato de uno de sus allegados. Ese mismo año, un gran terremoto sacudió Jerusalén y causó importantes daños en Belén. En 1841, el imperio otomano recuperó el gobierno de Palestina. Los habitantes tuvieron que cumplir con un servicio militar obligatorio, se impusieron fuertes impuestos y el desempleo aumentó. Ante la degradación de su situación muchos habitantes de Belén emigraron al extranjero, en particular a Iberoamérica, en busca de mejores perspectivas. Un misionero estadounidense que llegó a la ciudad en la década de 1850 informó de que la ciudad tenía menos de 4000 habitantes y que prácticamente todos eran cristianos ortodoxos. También escribió que la falta de agua impedía el crecimiento de la ciudad. Un listado otomano de ciudades de cerca de 1870 especificaba que Belén tenía por entonces una población de 179 musulmanes en 59 hogares, 979 «latinos» en 256 hogares, 824 «griegos» en 213 hogares y 41 armenios en 11 hogares, lo que suponía un total de 539 viviendas. Este listado de población solo incluía a los hombres. Hartmann constató la existencia de 520 hogares en la ciudad.

### Mandato británico de Palestina y ocupación jordana
Con la Primera Guerra Mundial se terminó el gobierno otomano en 1917, y Palestina pasó bajo mandato británico en 1922. Belén contaba entonces con 6658 habitantes. En 1947, en el Plan de Partición de Palestina propuesto por la ONU, Belén fue designada junto a Jerusalén como territorio internacional administrado por Naciones Unidas una vez expirase el mandato británico. Sin embargo, tras la primera guerra árabe-israelí que estalló inmediatamente después, Belén fue ocupada por Transjordania para, junto al resto de Cisjordania, conformar en 1950 el Reino Hashemita de Jordania. Muchos de los palestinos que fueron expulsados de sus hogares o tuvieron que huir ante el avance de las tropas judías en la guerra de 1948, en un proceso conocido como la Nakba, acabaron asentándose en los campamentos de refugiados de 'Azza y Aida al norte de la ciudad, así como en el campamento de Dheisheh al sur. El influjo de refugiados musulmanes transformó radicalmente la demografía de la ciudad, que pasó de ser una ciudad predominantemente cristiana a tener una mayoría de población musulmana.

### Ocupación israelí

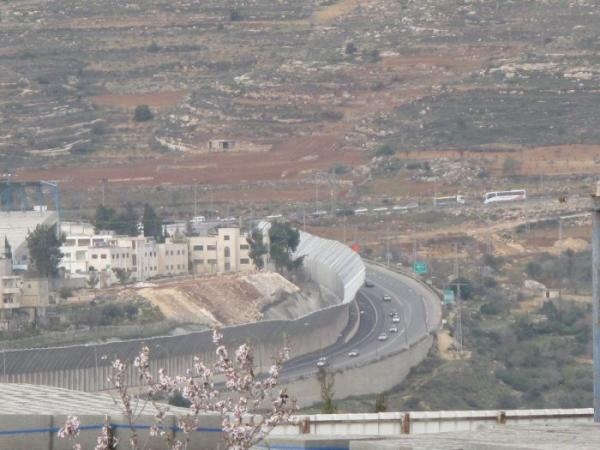
Muro en Beit Jala (afueras de Belén) bordeando la carretera que conduce a Jerusalén.

En 1967, durante la guerra de los Seis Días, Belén fue ocupada por el ejército israelí al igual que el resto de Cisjordania. Numerosas resoluciones de las Naciones Unidas han recordado a Israel la «inadmisibilidad de la adquisición de territorios por la fuerza» y la han instado a abandonar los territorios ocupados en 1967, pese a lo cual Palestina sigue ocupada actualmente.
El 2 de mayo de 1989, durante los primeros meses de la Primera Intifada, Milad Anton Shahin, un niño de 12 años de la ciudad, murió por disparos de soldados israelíes. En una respuesta oficial en el parlamento israelí, el ministro de defensa Isaac Rabin declaró que un grupo de reservistas que se encontraban en un puesto de observación habían comenzado a recibir pedradas. El comandante del puesto, un oficial de alto rango, disparó dos balas de goma en contravención de las normas de enfrentamiento del ejército israelí. No se encontraron pruebas de que estas balas estuviesen relacionadas con la muerte del niño, que le costó al oficial cinco meses de cárcel (por uso ilegal de un arma), de los que solo cumplió dos al realizar servicios a la comunidad. También fue degradado.
Las tropas israelíes se retiraron de Belén el 21 de diciembre de 1995. Tres días después, la ciudad pasó a estar administrada por la Autoridad Nacional Palestina en cumplimiento de lo firmado en los Acuerdos de Oslo. Las infraestructuras y la industria del turismo de Belén se vieron seriamente afectadas durante la Segunda Intifada. En 2002 se convirtió en una de las principales zonas de combate durante la Operación Escudo Defensivo, una importante ofensiva del ejército israelí en la que retomó las ciudades palestinas que se había comprometido a abandonar tras la firma de los Acuerdos de Oslo. El ejército israelí sitió la Basílica de la Natividad para intentar detener a un grupo de milicianos que se habían refugiado en ella. Tras un asedio que duró 39 días y en que varios milicianos fueron asesinados, un acuerdo permitió darle fin con el exilio de 13 milicianos al extranjero.

Muro de separación israelí en Belén.

Según datos de la ONG israelí B'Tselem, un total de 73 habitantes de Belén han sido asesinados por el ejército israelí desde el inicio de la Segunda Intifada, en septiembre del año 2000. El 16 de octubre de 2000, un niño de 14 años llamado Muayad Ousamah 'Ali Jawarish murió mientras se dirigía a la escuela a causa de una bala recubierta de goma. Otro chico de 16 años, Mu'taz 'Azmi Isma'il Tilej, murió de un disparo realizado por un soldado israelí el 8 de diciembre de ese mismo año. El 17 de julio de 2001, un helicóptero israelí lanzó un misil para asesinar a dos palestinos, Omar Sa'adah y Taha al-Aruj; el misil también mató al hermano y al primo de Sa'adah. Ibrahim Mustafa 'Atiyyah Abu Fareh, de 52 años, fue ametrallado mientras conducía su taxi en la ciudad el 19 de octubre de 2001 y murió algo menos de un año después. Otro asesinato selectivo israelí dejó ocho muertos en la ciudad el 8 de marzo de 2002, de los que solo dos eran el objetivo del ataque. Entre el 2 y el 3 de abril de 2002, una incursión israelí en el marco de la denominada Operación Escudo Defensivo dejó 13 muertos en la ciudad, entre ellos Jack As'ad, un párroco de la Iglesia de Santa María, que fue bombardeada por el ejército israelí; 'Abud 'Issa al-'Umari, un hombre de 60 años muerto en su propia casa; Khaled Ya'qub 'Abdah, de 36 años, y su madre Sumayah Musa Na'im 'Abdah, de 64 años, muertos cuando soldados israelíes volaron la puerta de su vivienda; o 'Issa Muhammad D'abub a-Sghayer, de 14 años, abatido por un francotirador israelí en las escaleras de su propia casa. El 25 de marzo de 2003, una unidad encubierta israelí asesinó a Nader Salamah Jawarish, de 23 años, así como a la niña Christine George Sa'adah, de 11 años, y a otros dos civiles más que se encontraban junto a ellos. Otro niño de 13 años, Muhammad 'Omar Mahmoud Shuriyeh, murió abatido por soldados israelíes el 12 de septiembre de 2006 durante el asalto de su propia casa, en la que pretendían arrestar a un fugitivo. Dos meses después, en otro intento de captura de un fugitivo, las fuerzas israelíes mataron a Fatimah 'Abd al-Fatah Ahmad Zahran, de 83 años, también en su propia casa. En diciembre de 2007, un policía palestino, Muhammad Khalil Muhammad Salah, murió abatido por un comando encubierto israelí al que había pedido que detuviese el vehículo en una inspección rutinaria. El 28 de enero de 2008, otro chico de 17 años, Qusai Suliman al-Afandi, murió abatido por soldados israelíes mientras les lanzaba piedras.
Hoy en día, la ciudad se encuentra rodeada por dos carreteras exclusivas para 18 asentamientos israelíes, en los que viven aproximadamente un cuarto de los colonos israelíes en Cisjordania, unos 170 000. El muro de separación israelí termina de cercar la ciudad y la aísla de la que históricamente ha sido su ciudad hermana, Jerusalén.
Las familias cristianas que han vivido en Belén durante siglos se están viendo forzadas a marcharse por las confiscaciones de tierras y las demoliciones de hogares aparejadas a la construcción de miles de nuevas viviendas para colonos judíos. Estas mismas confiscaciones de tierras han evitado la construcción de un nuevo hospital para los habitantes de Belén, mientras que el muro israelí ha separado a docenas de familias palestinas de sus campos de cultivo y a las comunidades cristianas de sus lugares de culto.

## Geografía
Belén se encuentra a una altitud de unos 775 m s. n. m., 30 metros más elevada que la vecina Jerusalén. La ciudad se encuentra a 73 km al noreste de Gaza y del mar Mediterráneo, 75 km al oeste de Amán (Jordania), 59 km al sureste de Tel Aviv (Israel) y 10 km al sur de Jerusalén. Las ciudades y localidades cercanas son Beit Safafa y Jerusalén al norte, Beit Jala al noroeste, Husan al oeste, al-Khadr y Artas al suroeste y Beit Sahour al este. Beit Jala y Beit Sahour forman una aglomeración con Belén, y los campos de refugiados de Aida y 'Azza se encuentran dentro de los límites de la ciudad.
En el centro de Belén se encuentra la ciudad vieja, que consiste en ocho barrios, dispuestos en forma de mosaico, a partir de la Plaza del Pesebre. Los barrios que componen Belén son los barrios cristianos de al-Najajreh, al-Farahiyeh, al-Anatreh, al-Tarajmeh, al-Qawawsa y Hreizat, y el barrio musulmán de al-Fawaghreh. La mayoría de los barrios cristianos recibieron su nombre después de que la dinastía árabe cristiana de los gasánidas se asentara en la zona. El barrio de al-Qawawsa fue creado por emigrantes árabes cristianos procedentes de la vecina Tuqu' en el siglo XVIII. Hay también un barrio siriaco fuera de la ciudad vieja, cuyos habitantes llegaron de Midyat y Ma'asarte, en Turquía. La población total de la ciudad vieja ronda los 5000 habitantes.

### Clima
Belén cuenta con un clima mediterráneo, con veranos secos y calurosos y fríos inviernos. En invierno, entre mediados de diciembre y mediados de marzo, puede ser lluvioso y las temperaturas pueden ser frías. Enero es el mes más frío del año, con temperaturas que van de 1 °C a 13 °C. Entre mayo y septiembre las temperaturas son cálidas y el cielo despejado. Agosto es el mes más caluroso, con temperaturas superiores a los 30 °C. Las precipitaciones anuales rondan los 700 mm, que se producen en un 70% entre noviembre y enero.
La humedad relativa media anual es del 60% y alcanza sus valores más altos entre enero y febrero. Los niveles de humedad son más bajos en mayo. Se produce rocío unos 180 días al año. El clima de la ciudad se ve influenciado por la brisa del mar Mediterráneo, que suele producirse a mediodía. Sin embargo, Belén también sufre oleadas de chamsin, un viento seco, caliente, y con arena y polvo en suspensión, procedente del desierto árabe, en abril, mayo y la primera mitad de junio.
| Parámetros climáticos promedio de Belén | Parámetros climáticos promedio de Belén | Parámetros climáticos promedio de Belén | Parámetros climáticos promedio de Belén | Parámetros climáticos promedio de Belén | Parámetros climáticos promedio de Belén | Parámetros climáticos promedio de Belén | Parámetros climáticos promedio de Belén | Parámetros climáticos promedio de Belén | Parámetros climáticos promedio de Belén | Parámetros climáticos promedio de Belén | Parámetros climáticos promedio de Belén | Parámetros climáticos promedio de Belén | Parámetros climáticos promedio de Belén |
| Mes                                     | Ene.                                    | Feb.                                    | Mar.                                    | Abr.                                    | May.                                    | Jun.                                    | Jul.                                    | Ago.                                    | Sep.                                    | Oct.                                    | Nov.                                    | Dic.                                    | Anual                                   |
| --------------------------------------- | --------------------------------------- | --------------------------------------- | --------------------------------------- | --------------------------------------- | --------------------------------------- | --------------------------------------- | --------------------------------------- | --------------------------------------- | --------------------------------------- | --------------------------------------- | --------------------------------------- | --------------------------------------- | --------------------------------------- |
| Temp. máx. media (°C)                   | 12                                      | 13                                      | 16                                      | 22                                      | 26                                      | 28                                      | 30                                      | 30                                      | 28                                      | 26                                      | 20                                      | 14                                      | 22.1                                    |
| Temp. mín. media (°C)                   | 5                                       | 5                                       | 7                                       | 10                                      | 14                                      | 17                                      | 19                                      | 19                                      | 17                                      | 15                                      | 11                                      | 7                                       | 12.2                                    |
| Días de lluvias (≥ 1 mm)                | 12                                      | 11                                      | 9                                       | 5                                       | 3                                       | 0                                       | 0                                       | 0                                       | 0                                       | 3                                       | 9                                       | 12                                      | 64                                      |
| Días de nevadas (≥ 1 mm)                | 1                                       | 1                                       | 0                                       | 0                                       | 0                                       | 0                                       | 0                                       | 0                                       | 0                                       | 0                                       | 0                                       | 1                                       | 3                                       |
| Fuente: myweather2.com                  |                                         |                                         |                                         |                                         |                                         |                                         |                                         |                                         |                                         |                                         |                                         |                                         |                                         |

## Demografía
Muchos de los habitantes cristianos de Belén afirman ser de ascendencia de cristianos árabes de la península arábiga. Así como otros se consideran samaritanos y galileos de habla árabe.
De acuerdo con los registros de impuestos de la época del dominio otomano, los cristianos suponían aproximadamente el 60% de la población a principios del siglo XVI, pero la población cristiana y musulmana llegó a igualarse a mitad de ese siglo. Sin embargo, no se contabilizaron habitantes musulmanes a finales del mismo siglo, con una población de 287 contribuyentes varones adultos. Los cristianos, como todos los no musulmanes del Imperio Otomano, fueron obligados a pagar el impuesto jizya. En 1867, un visitante estadounidense estudió la ciudad, que ya tenía una población de entre 3000 y 4000 habitantes, de los cuales aproximadamente 100 eran protestantes, 300 musulmanes y el resto pertenecían a "las minorías eclesiásticas griega y latina con unos pocos armenios".
En el censo de Palestina de 1922, llevado a cabo por las autoridades del Mandato británico de Palestina, Belén tenía una población de 6658 habitantes, de los cuales 5838 eran cristianos, 818 musulmanes y 2 judíos. Un nuevo censo realizado en 1931 aportaba la cifra de 6814 habitantes, de los que 5588 eran cristianos, 1219 eran musulmanes y 2 judíos. En 1948, la composición religiosa de la ciudad era del 85% cristiana —las principales denominaciones son la católica y la ortodoxa griega—, y el 13% de musulmanes. Sin embargo, la expulsión o huida de cientos de miles de palestinos ante el avance de las tropas israelíes en la guerra árabe-israelí de 1948, un proceso conocido en el mundo árabe como la Nakba, desencadenó la llegada a Belén de numerosos refugiados musulmanes que se instalaron en tres campamentos de refugiados: los de 'Azza y Aida al norte de la ciudad y el de Dheisheh al sur. Esto supuso un auténtico vuelco en el equilibrio demográfico de la ciudad, en la que la población musulmana superó súbitamente en número a la cristiana. En un censo de 1967, elaborado por las autoridades militares de Israel, la ciudad de Belén contabilizaba 14 439 habitantes, 7790 de los cuales eran musulmanes (el 53,9% de la población), mientras que 6231 habitantes eran cristianos de diversas confesiones (el 46,1% del total).
En el censo de 1997, la ciudad tenía una población de 21 670 habitantes, con un total de 6570 refugiados, que representaban el 30,3% de la población de la ciudad. En ese mismo año, la distribución por edad de los habitantes de Belén fue de un 27,4% menor de 10 años de edad, un 20% de entre 10-19 años, un 17,3% entre 20-29, el 17.7% de 30-44, un 12,1% de 45-64 y el 5,3% restante estaban por encima de los 65 años. Había 11 079 hombres y 10 594 mujeres.
Según una estimación de mediados de 2006, la población de Belén era de 29 930 habitantes. Sin embargo el censo de 2007 reveló una población de 25 266, de los cuales 12 753 eran hombres y 12 513 mujeres. El hogar promedio tenía 4,8 miembros. Desde 2005, la proporción de residentes cristianos ha ido disminuyendo progresivamente, siendo actualmente aproximadamente el 40% al 50% de la población. Según una proyección de la Oficina Central de Estadísticas de Palestina, Belén tiene en 2021 una población estimada de 30 880 habitantes.
| Gráfica de evolución demográfica de Belén entre 1867 y 2007 |
|                                                             |

## Turismo

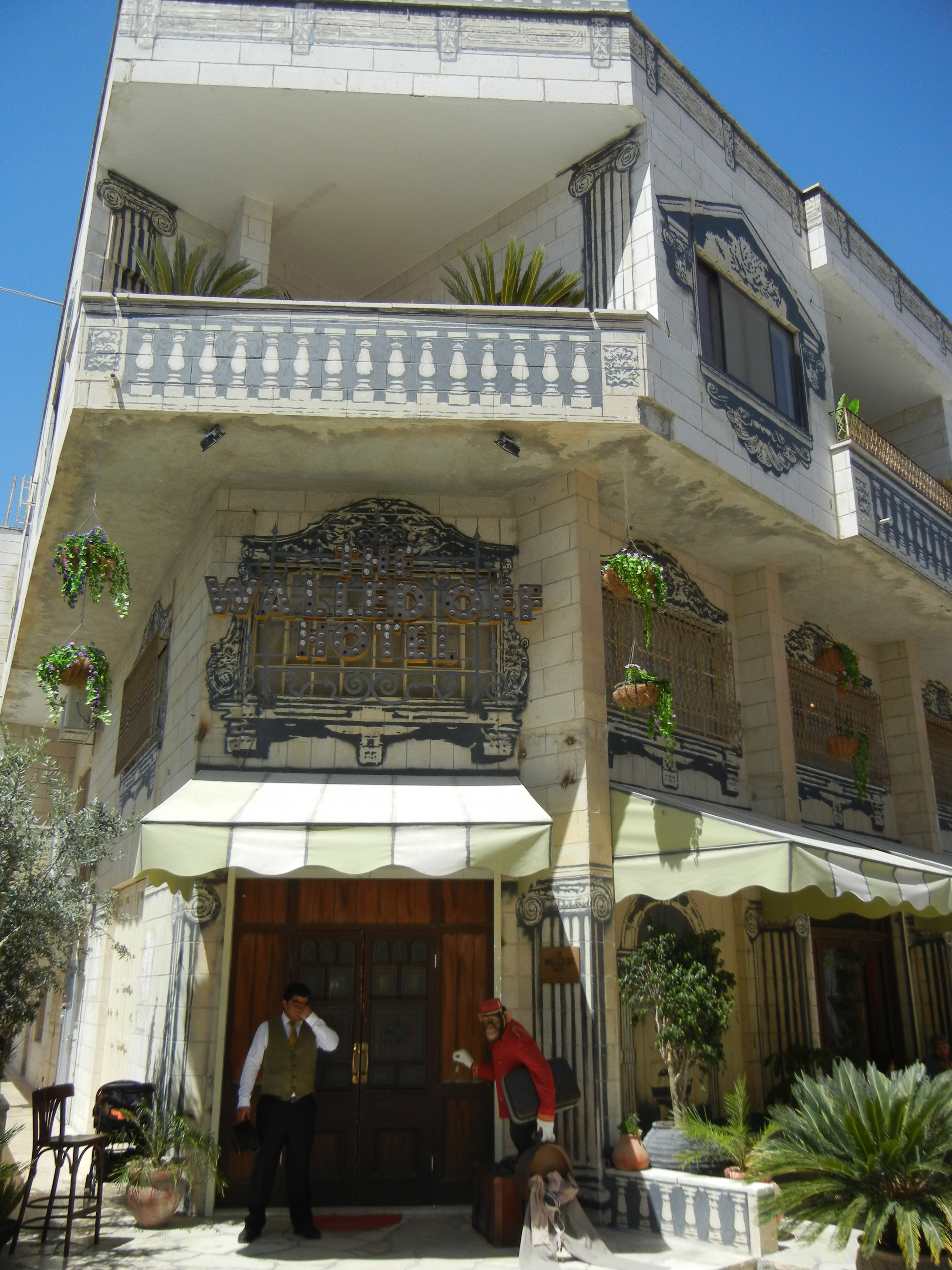
Hotel Walled Off, del artista callejero británico Banksy, en Belén.

El turismo es la principal industria de Belén, y al contrario que en otras localidades palestinas antes del año 2000, la mayor parte de los trabajadores locales no trabajaban en Israel. Más del 25% de la población activa trabaja directa o indirectamente en este sector. El turismo representa aproximadamente el 65% de la economía de Belén y el 11% de la Autoridad Nacional Palestina.
La Basílica de la Natividad es una de las principales atracciones turísticas de Belén y es un lugar de atracción para muchos peregrinos cristianos. Se encuentra en el centro de la ciudad -en una parte de la plaza Manger- sobre una gruta o cueva donde se supone que nació Jesús de Nazaret. Cerca se encuentra la Gruta de la Leche, donde la Sagrada Familia se refugió en su huida a Egipto y junto a ella se encuentra la cueva donde San Jerónimo pasó 30 años de su vida escribiendo la Vulgata, la principal versión latina de la Biblia hasta la Reforma.
Cerca también se encuentran el Campo y la Iglesia de los Pastores, así como la Tumba de Raquel, esta última lugar sagrado del judaísmo, el cristianismo y el islam.
Hay más de 30 hoteles en Belén. El Jacir Palace, construido en 1910 cerca de la Basílica de la Natividad, es uno de los principales y más antiguos hoteles de la ciudad. Fue cerrado en el año 2000 debido al conflicto israelí-palestino, pero reabierto en 2005 como Jacir Palace, InterContinental Bethlehem.

## Cultura

### Celebraciones religiosas
En Belén se celebran diferentes ritos de Navidad, en sus tres fechas diferentes:
- 25 de diciembre, es la fecha tradicional de la Iglesia católica y protestante, común en las etnias griegas y coptas.
- Los sirios cristianos celebran la Navidad el 6 de enero.
- Y los armenios ortodoxos y cristianos el 19 de enero.

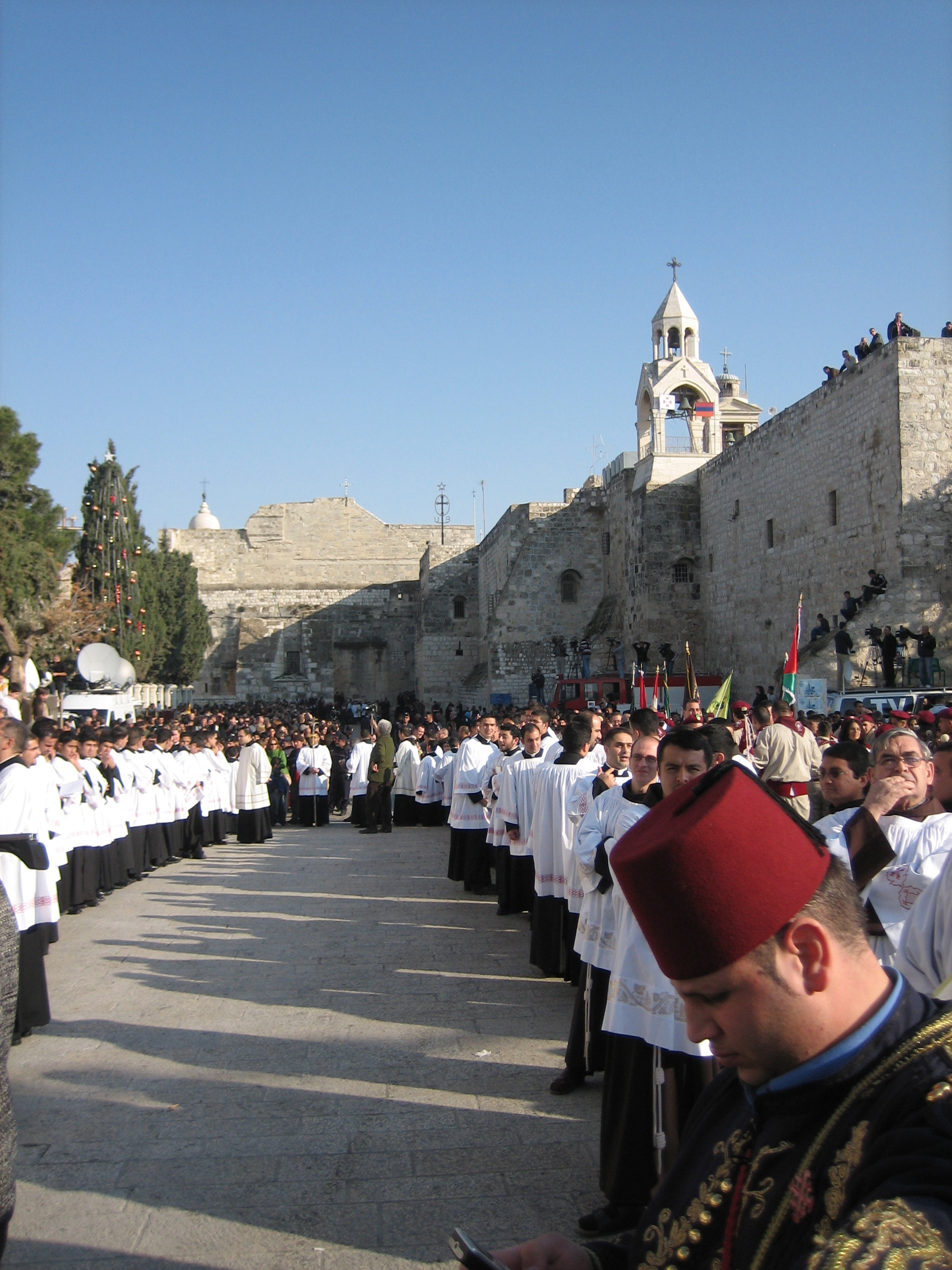
Procesiones de Navidad, Nochebuena de 2005.

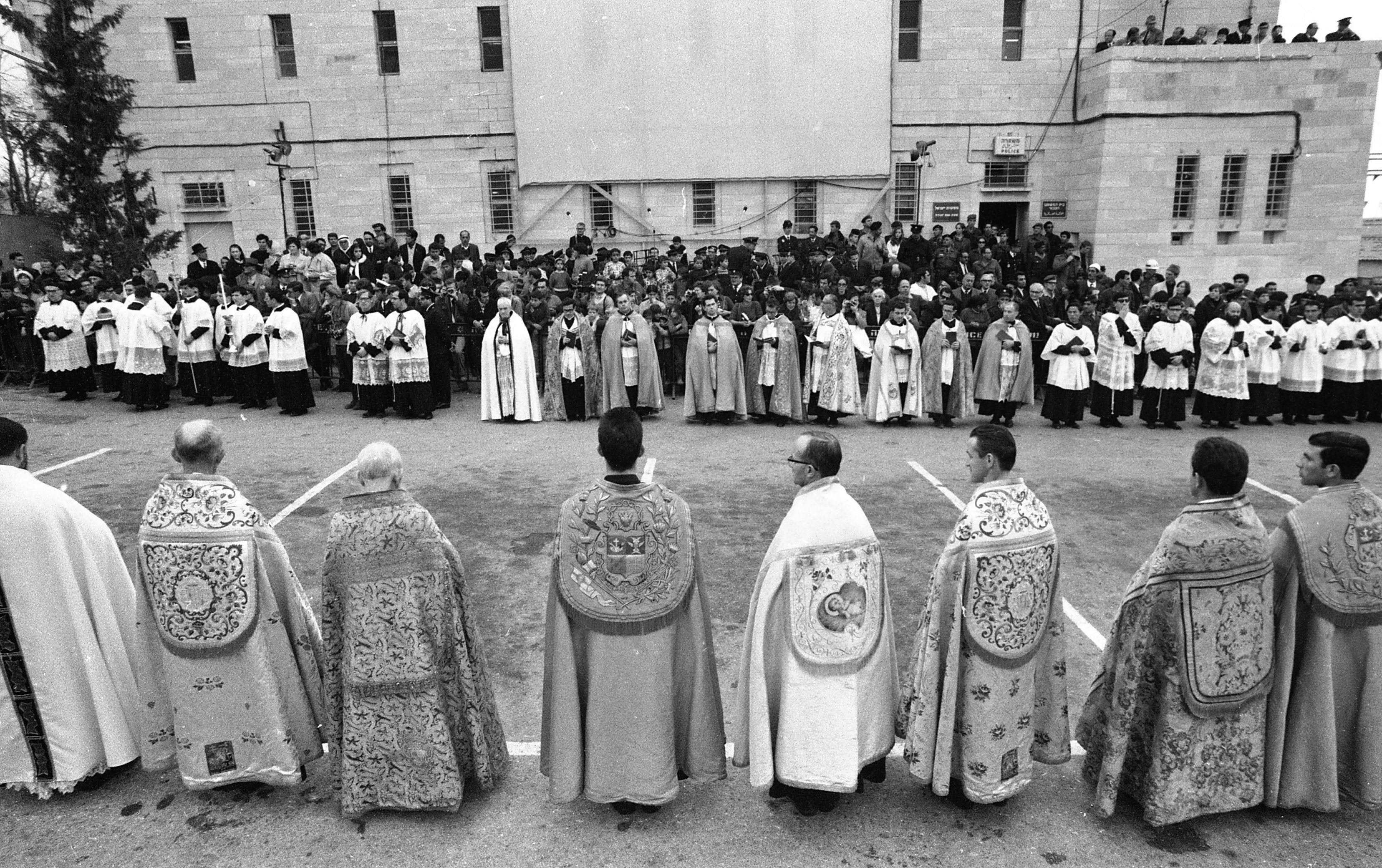
Procesiones navideñas en Belén en 1969.

La mayoría de las procesiones de Navidad pasan por la Plaza del Pesebre, localizada frente a la Basílica de la Natividad. Los festejos católicos tienen lugar en la Santa Iglesia de Catalina y los protestantes normalmente tienen lugar en campos pastores.
Otras fiestas religiosas comunes en Belén son los festivales relacionados con los santos y de los profetas relacionados con el folclore palestino. Uno de ellos es el festival anual en honor a San Jorge (en Al-Khadr) celebrado el 5 al 6 de mayo. Durante estas celebraciones, los cristianos ortodoxos griegos dan una marcha en procesión por la ciudad y a Al-Khadr donde bautizan a recién nacidos en las aguas colindantes al Monasterio de San Jorge, y el ritual para el sacrificio de una oveja. La Fiesta de San Elías se conmemora con una procesión en el Mar Elías, por un monasterio ortodoxo griego al norte de Belén.

### Bordado
La moda de Belén fue la primera en el uso del cordón de oro o plata, de seda, lana, fieltro o terciopelo en el uso de la ropa, creando patrones florales estilizados con líneas libres o redondeadas. Esta técnica se utiliza actualmente para los vestidos de novia (thob malak o reales), los taqsirehs y shatwehs son usados por las mujeres ya casadas. Se dice que esta tradición tiene su origen en Bizancio.
Las mujeres bordadoras de Belén eran conocidas por su moda nupcial. El bordado de Belén era reconocido por los colores y el brillo metálico. Otros vestidos eran de tela en índigo con un abrigo de mangas (bisht) o de lana tejida en la localidad que se colocaba sobre la parte superior. Los vestidos para ocasiones especiales eran de seda a rayas con mangas aladas y el taqsireh, chaqueta conocida como la chaqueta de Belén, el taqsireh estaba hecho de terciopelo o paño, generalmente con un bordado pesado.

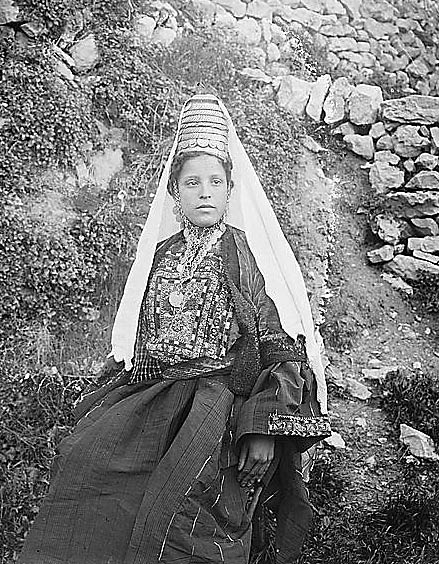
Mujer con el traje tradicional de Belén.

El arte de la talla de madre-de-perla se dice que es una tradición de Belén desde el siglo XV, cuando fue traído por franciscanos de Italia. El flujo constante de peregrinos generó una demanda para estos productos, que también proporcionaron empleos para las mujeres. La industria fue popularizada por el antropólogo Richard Pococke, quien visitó Belén en 1727.

### Centros culturales
Belén es sede del Centro de Patrimonio Palestino, creado en 1991. El centro tiene como objetivo preservar y promover el bordado palestino, el arte y el folclore. El Centro Internacional de Belén es otro centro cultural que trata principalmente la cultura de Belén, también ofrece cursos de idiomas, y de la profesión de guía, estudios de la mujer y la formación de las artes y oficios en pantallas. El Conservatorio Nacional de Música Edward Said cuenta con unos 500 alumnos, sus principales objetivos son enseñar a los niños la música, capacitar a los maestros de otras escuelas, patrocinar la investigación musical, y el estudio de la música folclórica palestina.

### Museos
Belén cuenta con cuatro museos:
- El Teatro de la Natividad, es el museo que ofrece a los visitantes 31 modelos en 3D que representan las etapas más importantes de la vida de Jesús, igualmente el teatro presenta un espectáculo de animación de 20 minutos.
- Museo Giacaman (Badd), está ubicado en la Ciudad Vieja de Belén, su fundación se remonta al siglo XVIII y se dedica principalmente a la historia y el proceso de producción del aceite de oliva.
- Museo Baituna Al-Talhami, es un museo creado en 1972, contiene muestras de la cultura de Belén.
- Museo Internacional de la Natividad, fue construido por la UNESCO para mostrar la "alta calidad artística en un ambiente evocador".

## Educación
Según la Oficina Central de Estadísticas de Palestina, en 1997, aproximadamente el 84% de la población de Belén mayor de 10 años sabía leer y escribir. 10 414 habitantes acudían a la escuela (4015 a la escuela primaria, 3578 a la secundaria y 2821 a centros de bachillerato). El 14,1% de los estudiantes de bachillerato terminaban sus estudios. En 2006 había 135 escuelas en la Gobernación de Belén, 100 dirigidas por el Ministerio de Educación de la Autoridad Nacional Palestina, siete por la Agencia de Naciones Unidas para los Refugiados de Palestina en Oriente Próximo y 28 privadas.
En Belén se encuentra la Universidad de Belén, una institución educativa católica de enseñanza superior fundada en 1973 por los Hermanos de las Escuelas Cristianas, abierta a estudiantes de cualquier credo. La Universidad de Belén es la primera universidad creada en Cisjordania, y sus raíces se remontan a 1893, cuando los Hermanos de las Escuelas Cristianas abrieron escuelas en Palestina y Egipto.

## Transporte

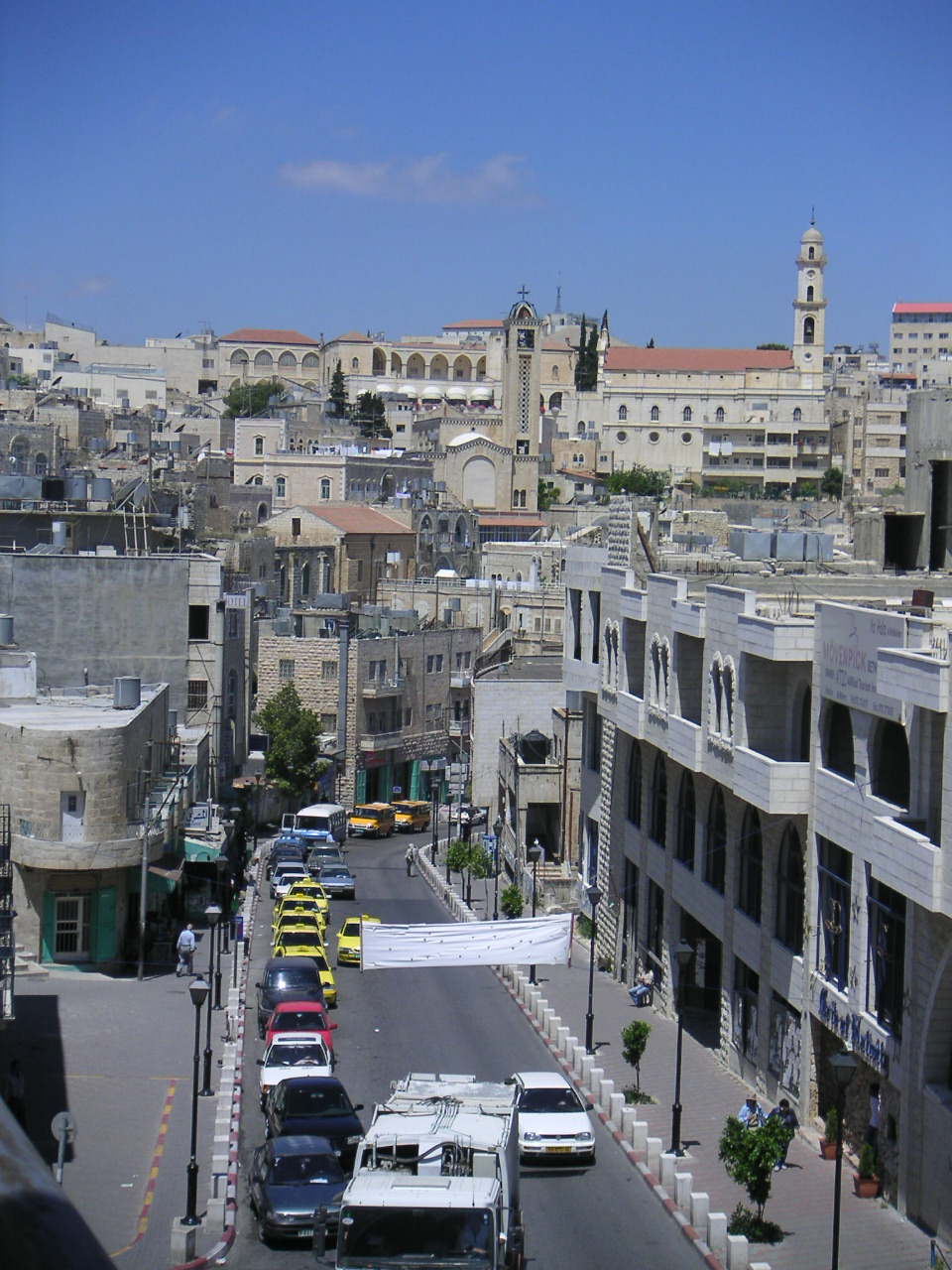
Calle de Belén.

Belén cuenta con tres estaciones de autobuses propiedad de compañías privadas que ofrecen desplazamientos a Jerusalén, Beit Jala, Beit Sahour, Hebrón, Nahalin, Battir, Al-Khadr, al-Ubeidiya y Beit Fajjar. Hay dos estaciones de taxis que hacen viajes a Beit Sahour, Beit Jala, Jerusalén, Tuqu' y Herodium. Hay también dos empresas de alquiler de coches: Murad y 'Orabi. Los autobuses y taxis con matrículas de Cisjordania no tienen permitida la entrada en Israel, incluida Jerusalén, sin un permiso.
La construcción de la Barrera israelí de Cisjordania ha tenido un impacto sobre Belén a nivel político, social y económico. La barrera corre a lo largo del lado norte de la zona edificada de la ciudad, con zonas en las que a un lado se encuentran casas del campamento de refugiados de 'Aida y al otro el municipio de Jerusalén. La mayoría de las entradas y salidas desde Belén al resto de Cisjordania cuentan con puntos de control de israelíes. El nivel de acceso varía sobre la base de las directivas de seguridad de Israel. El acceso de residentes palestinos en Belén desde Cisjordania a Jerusalén viene regulado por un sistema de permisos. Los palestinos necesitan un permiso para entrar en la Tumba de Raquel, sitio sagrado para los judíos. Los ciudadanos israelíes tienen prohibida la entrada a Belén y al cercano sitio bíblico de las Piscinas de Salomón.

## Hermanamientos
Municipios hermanados con la ciudad.
- San Miguel, Lima, Perú[79]
- Córdoba, Andalucía, España[80]
- Gijón, Asturias, España[80]
- Leganés, Comunidad de Madrid, España
- Zaragoza, España
- Barranquilla, Atlántico, Colombia[80]
- Montesarchio, Italia
- Marrickville, Australia
- Steyr, Austria
- Natal, Brasil[80]
- Valinhos, Brasil
- São Pedro do Butiá, Brasil
- Haapsalu, Estonia
- Creil, Francia[80]
- Chartres, Francia[80]
- Estrasburgo, Francia[80]
- Grenoble, Francia[80]
- Lourdes, Francia[80]
- Montpellier, Francia
- Paray-le-Monial, Francia
- Saint-Herblain, Francia[80]
- Colonia, Alemania[80]
- Atenas, Grecia[80]
- Kalocsa, Hungría
- Assisi, Italia[80]
- Brescia, Italia[80]
- Capri, Italia[80]
- Catanzaro, Italia[80]
- Civitavecchia, Italia[80]
- Chivasso, Italia[80]
- Conversano, Italia
- Cori, Italia[80]
- Este, Italia[80]
- Faggiano, Italia[80]
- Florencia, Italia[80][81]
- Gaeta, Italia[80]
- Gallipoli, Italia[80]
- Greccio, Italia[80]
- Milano, Italia
- Orvieto, Italia
- Pratovecchio, Italia[80]
- Sant'Anastasia, Italia
- Turín, Italia[80]
- Umbria, Italia
- Madaba, Jordania
- Monterrey, México[80]
- Rabat, Marruecos
- Villa Cisneros, Sáhara Occidental
- La Haya, Países Bajos
- Sarpsborg, Noruega[80]
- Cusco, Perú[80]
- Częstochowa, Polonia[80]
- Lisboa, Portugal
- San Petersburgo, Rusia[80]
- Pretoria, Sudáfrica
- Tournai, Bélgica
- Yalvaç, Turquía
- Abu Dhabi, Emiratos Árabes Unidos[80]
- Glasgow, Escocia[80]
- Burlington, Vermont, Estados Unidos[80]
- Orlando, Florida, Estados Unidos
- Sacramento, California, Estados Unidos
- Belén, Argentina
- Buenos Aires, Argentina[80]
- Bucarest, Rumanía[80]
- Concepción, Chile[80]
- Villa Alemana, Chile[80]
- Baden bei Wien, Austria[80]
- Steyr, Austria[80]
- Għajnsielem, Malta[80]

## Galería

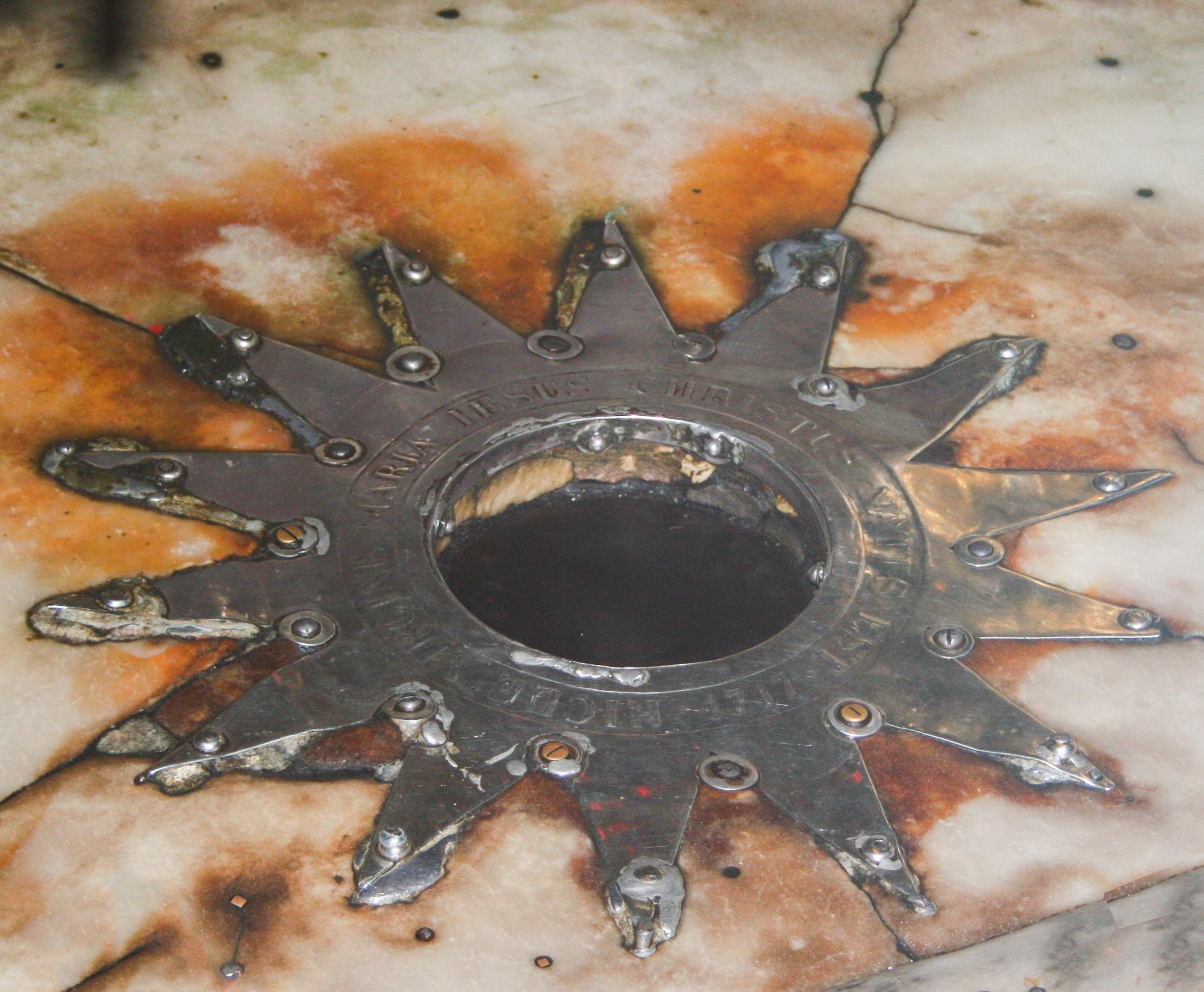
En este punto dice la tradición cristiana que nació Jesús.
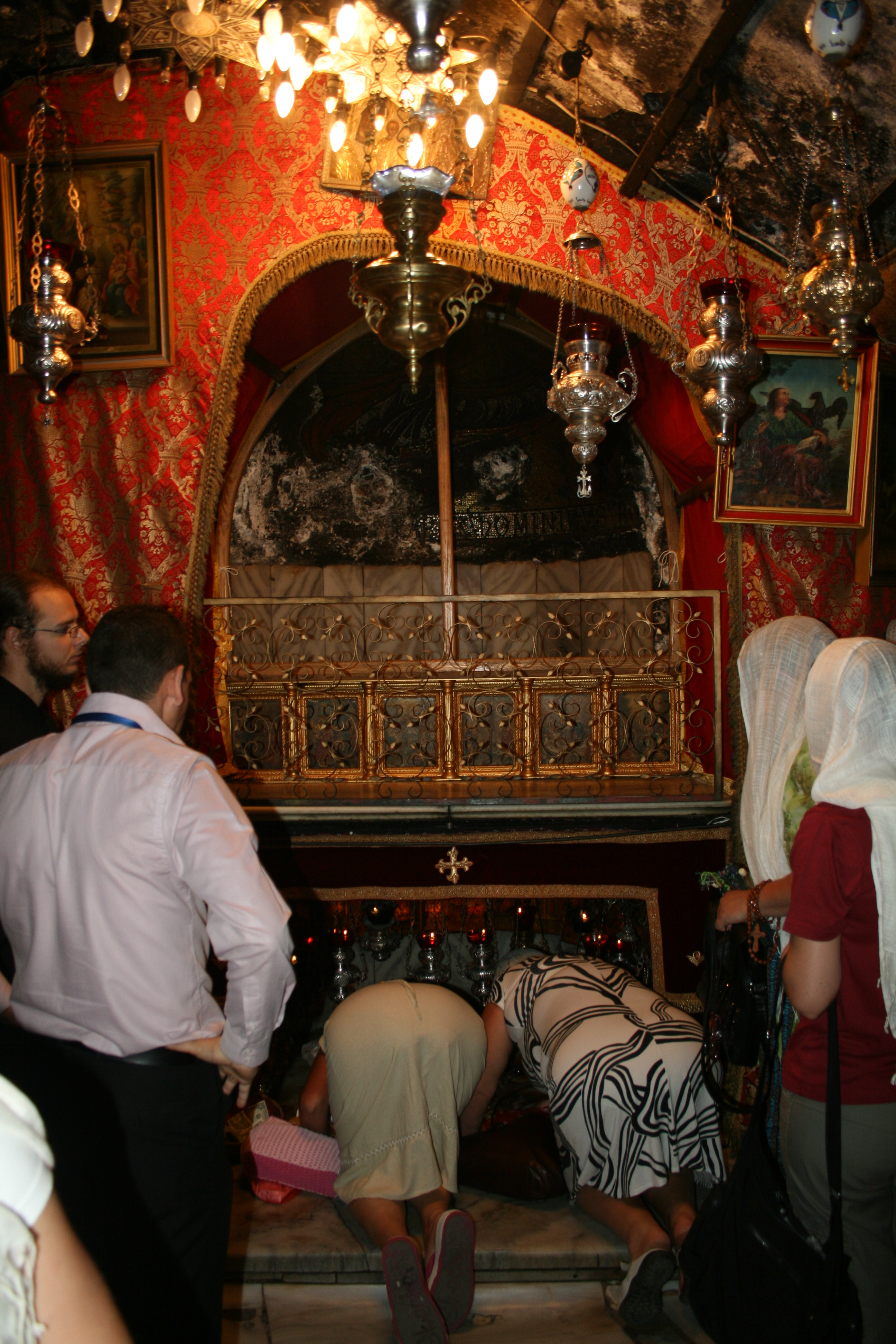
Creyentes se arrodillan ante la estrella de Jesús.
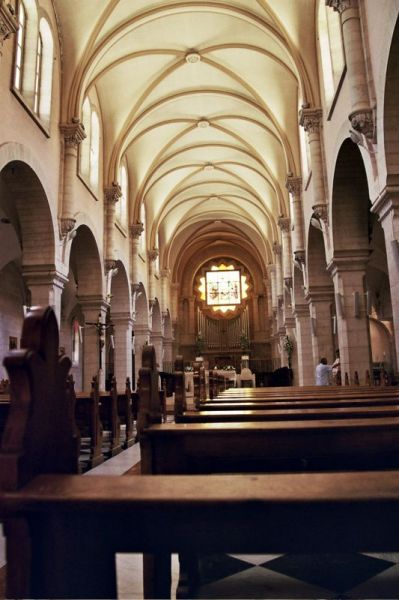
Interior de la iglesia de Santa Catalina.
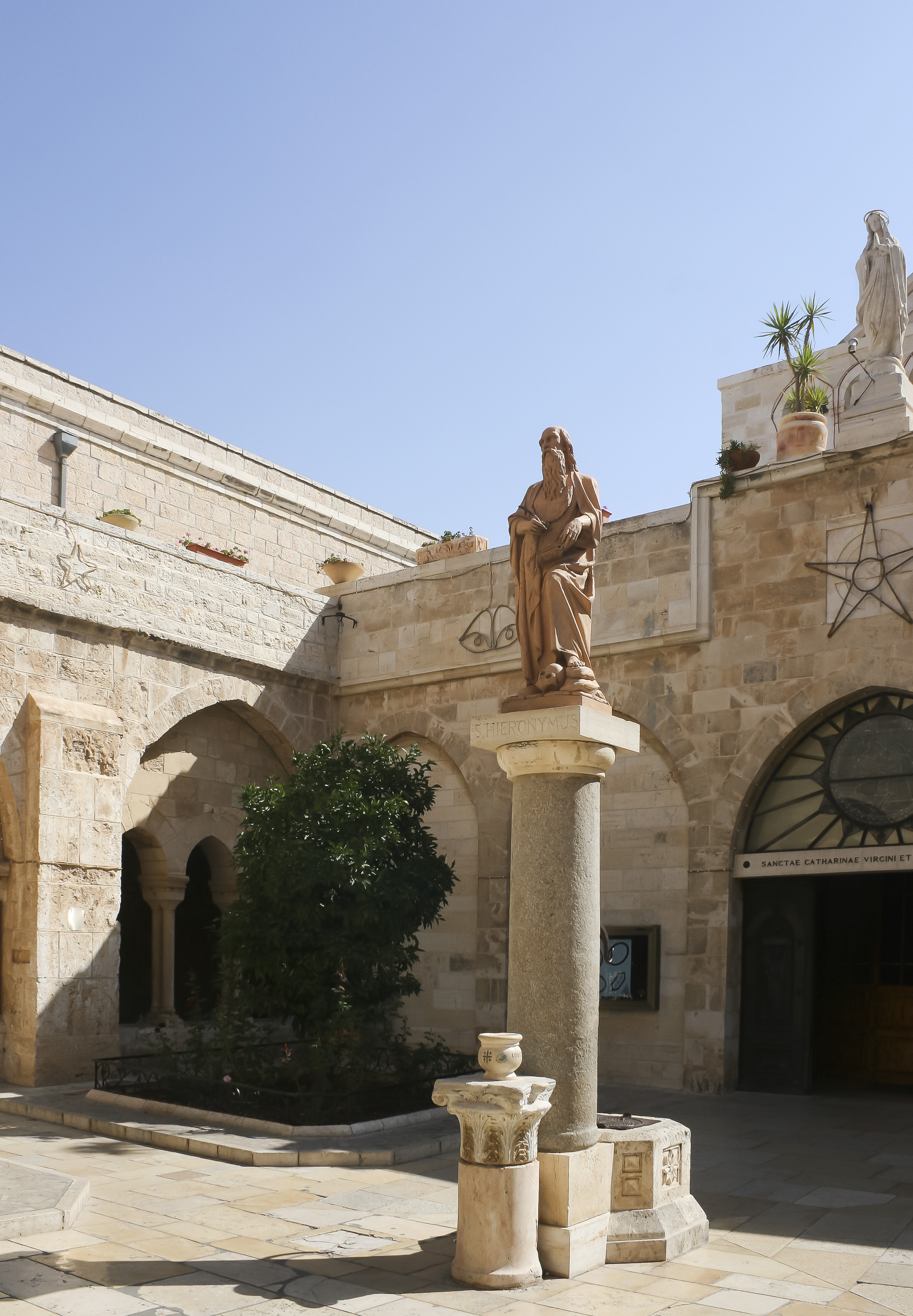
Patio de la iglesia de San Catarina.
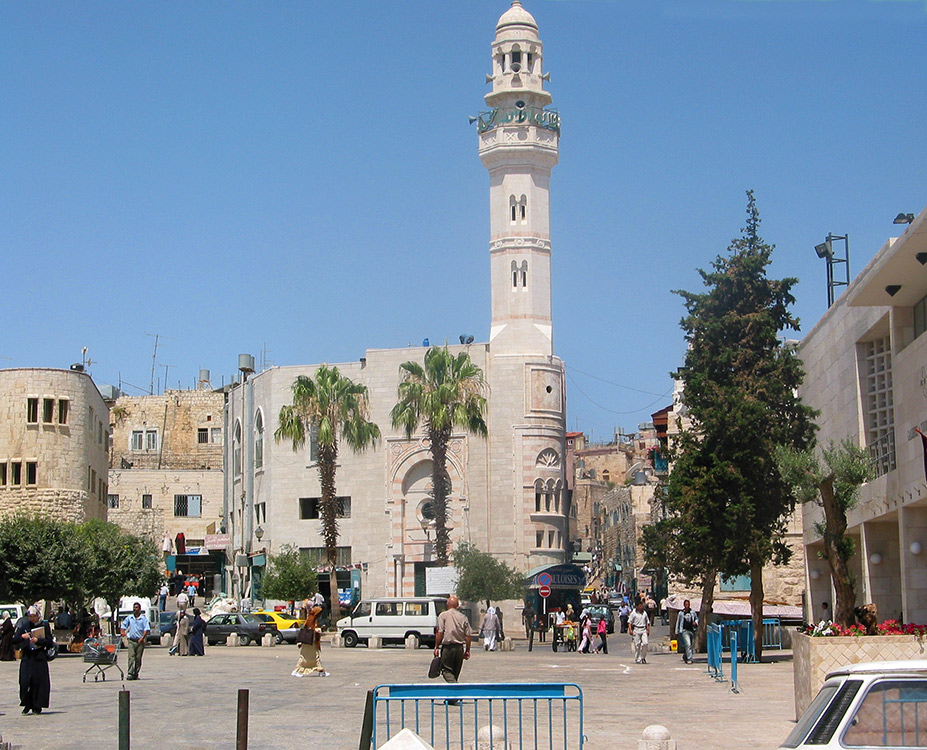
Mezquita de Omar en Belén.
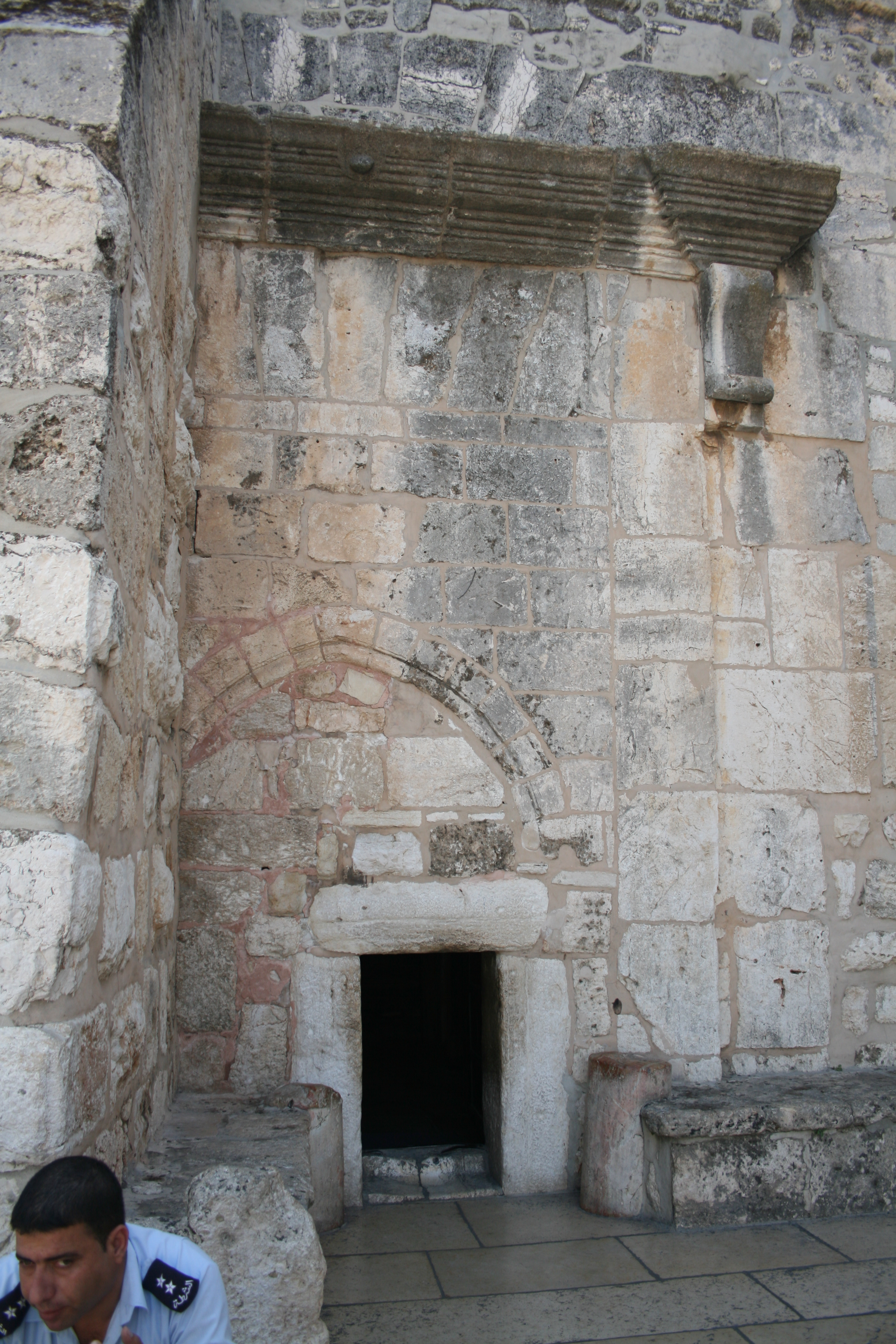
Entrada a la iglesia de la Natividad.
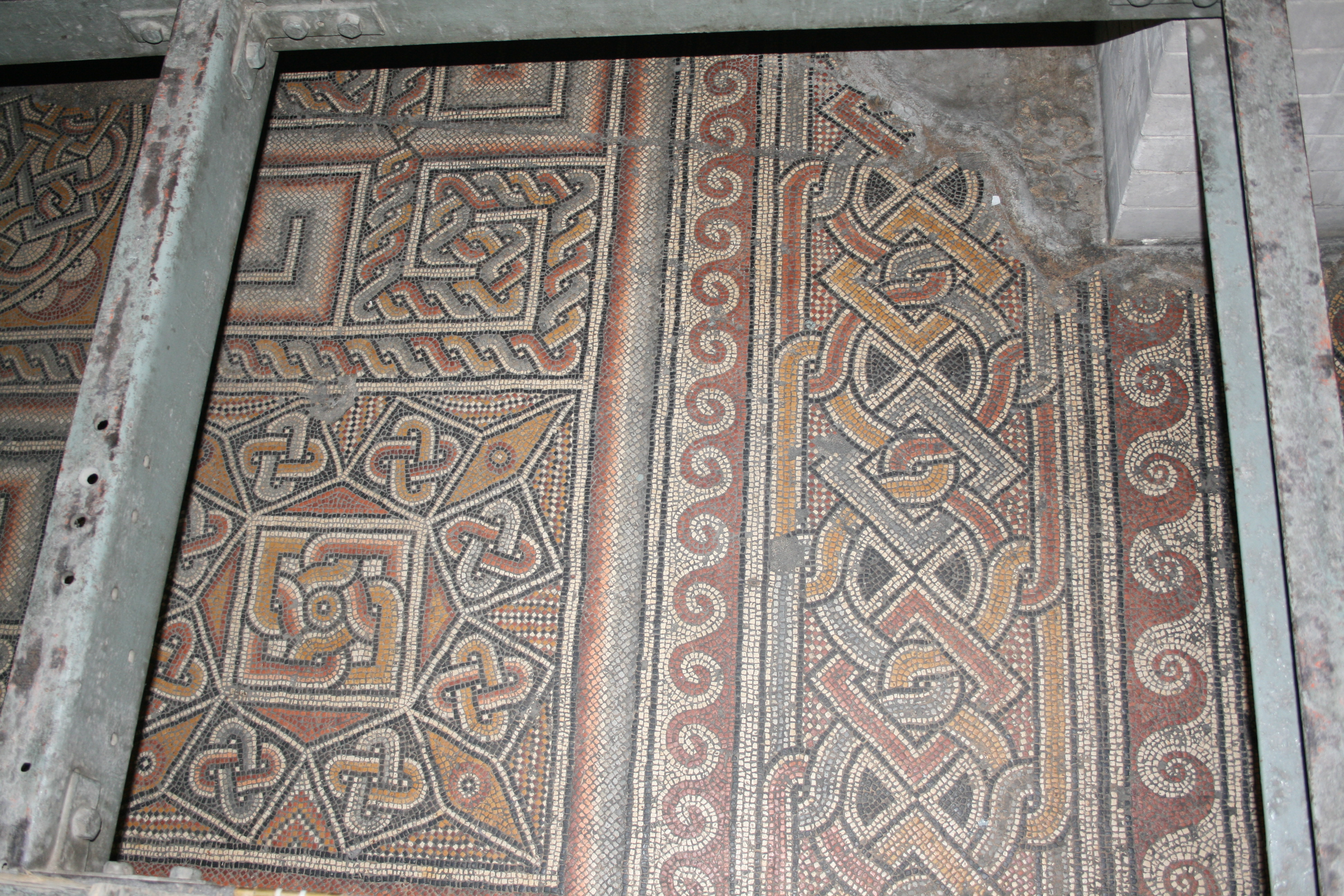
Mosaicos de la iglesia de la Natividad.
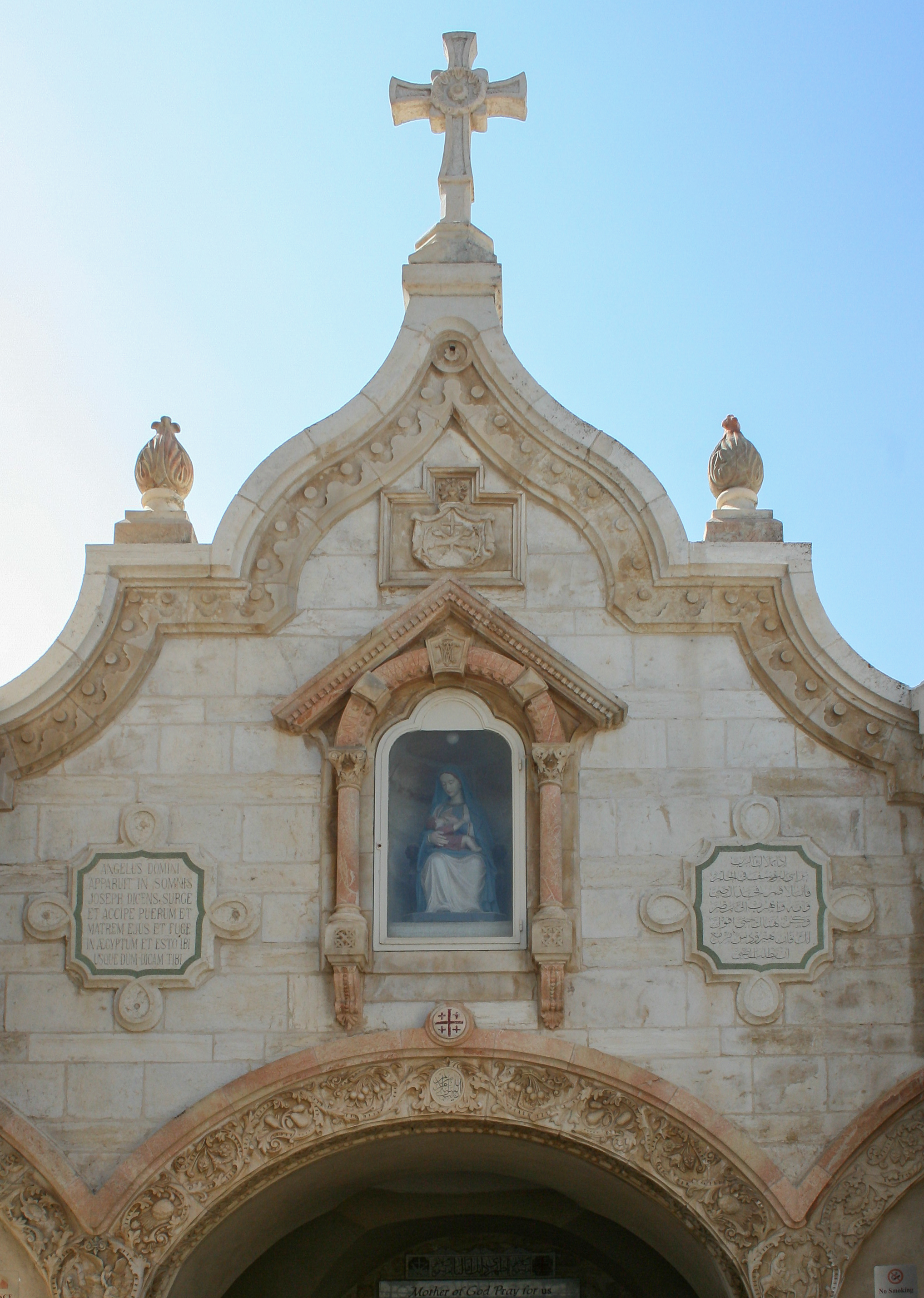
Gruta de la Leche, Belén.